# 盧楚傑
盧楚傑（?—?），字信雍，别號西陵，湖廣承天府鍾祥縣民籍。

## 生平
万历四十年（1612年）壬子科湖廣鄉試舉人，四十四年（1616年）丙辰科進士，礼部觀政，未任官，博雅淹通，文名噪一时 徜徉山水间，诗酒自放，称荆台髙士。